# Rocket Monkeys
Rocket Monkeys es una serie de televisión animada canadiense transmitida por el canal de televisión infantil Teletoon, estrenada originalmente el 10 de enero de 2013. El show es creado por Dan Abdo y Jason Patterson y producido por Mark Evestaff y Alex Galatis. Rocket Monkeys es coproducida por Atomic Cartoons Inc. La serie fue adquirida por Nickelodeon en Estados Unidos, estrenada el 4 de marzo de 2013, y en Irlanda y Reino Unido en abril de 2013. En Nickelodeon Latinoamérica se estrenó el 8 de junio de 2013, Finalizó la transmisión de nuevos episodios el 1 de septiembre de 2014. Nickelodeon autorizó una tercera temporada el 15 de octubre de 2014. Se estrenó en España el 22 de junio de 2013 en Nickelodeon.

## Sinopsis
Cuando aparecen misteriosos agujeros negros, alienígenas malvados y sucesos indescriptibles, el universo necesita de la ayuda de los seres más valientes e inteligentes. Pero cuando todos ellos están ocupados, la única alternativa es llamar a los Rocket Monkeys, un dúo formado por los hermanos Gus y Wally. No son grandes genios, pero estos monos están hambrientos de aventura intergaláctica y también de plátanos.

## Reparto

### Personajes principales
- Seán Cullen como Gus, que quiere nada más ser un héroe, pero no siempre se puede dejar a un lado sus instintos de mono. Lo más cercano que el buque tenga a un capitán, que lleva siendo un cadete GASI muy en serio, bueno, cuando le da la gana.
- Mark Edwards como Wally, es un poco mal cuidadoso, pero de alguna manera adorable. Si hay algo de bueno en Wally, es ser un mono - que puede aullar y aventura con lo mejor de ellos.
- David Berni como YAY-OK, es el encargado del mantenimiento de Gus y Wally en curso, no hay nada que este robot no haría por sus queridos monos (o incluso ser como ellos) - que está programado de esta manera. Él es todo un encantador - en la nevera a la licuadora a la máquina expendedora, no hay una ladybot a bordo cuyos circuitos no ha hecho que entienda un poco más rápido. Él habla con acento alemán.

### Personajes secundarios
- Mark McKinney como Lord Peel, es un villano de la serie, que le quiere hacer la vida imposible a los hermanos Gus y Wally , desde pequeño le cofundían como un plátano , a lo mejor por eso Gus y Wally le acosaban y le comían hasta que Monda se convirtió en villano .
- Mark Little como Gamester-x, Obsesivo y excitable, Gamester-x no se detendrá ante nada para completar sus colecciones raras y extensas. Él es una fuerza terrible, hasta que su madre le grita (fuera de pantalla).
- Jamie Watson como Dr. Chimpsky, es el estimado doctor de GASI de Exposición-errr ... quiero decir, el astrofísico, el Dr. Chimpsky asigna a los monos sus misiones muy importantes (que a veces incluyen conseguirle más hielo en el vaso se pone demasiado caliente y hace lo posible por mantenerlo en el camino cuando invariablemente distraigo.
- Kayla Lorette como Monkeyevil, su dulce y su encanto hace que todos se dejen engañar hacia a ella su única aparición fue en el episodio Amor fugitivo/Corazones de mono.

## Sets
Desde las heladas profundidades del Brrrr al planeta horrible Splishy Splashy, no hay ningún lugar demasiado peligroso o ridículo para los monos para explorar ... o tratar de no hacer estallar.

### The Rocket Ship
A pesar de que se han visto días mejores, el trabajo de Gus y Wally en "The Rocket Ship" aún no mejora. Tiene todo lo que Gus y Wally puedan necesitar, desde un salón a un laboratorio para un centro de mando e incluso un brazo mono espacial para aquellos lugares difíciles de alcanzar.

### GASI
Nominalmente el espectáculo se dirige a GASI, el "Galactic Space Institute Animal" ("Institución Animal del Espacio Galáctico"). Siempre buscando la próxima frontera en la exploración galáctica, GASI cuenta con varios (a veces polémicas) divisiones animales, desde patos Astros a Rocket Cebras.

## Episodios
| Temporada | Temporada | Episodios | Canadá                 | Canadá                  | Latinoamérica      | Latinoamérica           | España              | España                  |
| Temporada | Temporada | Episodios | Comienzo               | Final                   | Comienzo           | Final                   | Comienzo            | Final                   |
| --------- | --------- | --------- | ---------------------- | ----------------------- | ------------------ | ----------------------- | ------------------- | ----------------------- |
|           | 1         | 26        | 10 de enero de 2013    | 2 de abril de 2014      | 8 de junio de 2013 | 24 de diciembre de 2013 | 22 de junio de 2013 | 27 de noviembre de 2014 |
|           | 2         | 13        | 5 de noviembre de 2014 | 26 de febrero de 2016   | —                  | —                       | 2 de abril de 2015  | 16 de junio de 2015     |
|           | 3         | 26        | 1 de marzo de 2016     | 23 de noviembre de 2016 | —                  | —                       | —                   | —                       |

### Internacionalización
Rocket Monkeys fue adquirida para los Nickelodeon's de todo el mundo a estrenarse a principios de 2013, como en Estados Unidos, Irlanda, Reino Unido, Australia, etc. Más tarde, Latinoamérica confirma el estreno de la serie para el 8 de junio de 2013. Posteriormente, la serie será doblada al portugués para Brasil, ha estrenarse el mismo día que en Nick Latinoamérica. Now KidsClick